# Strongylopora pulchella
Strongylopora pulchella is een mosdiertjessoort uit de familie van de Catenicellidae. De wetenschappelijke naam van de soort is voor het eerst geldig gepubliceerd in 1880 door Maplestone.